# Philip Gustav Johnson
Philip Gustav (PG) Johnson född 5 november 1899 i Seattle av svenska föräldrar som utvandrat från Sverige 1889, död 14 september 1944 i Wichita Kansas, var ingenjör och senare direktör för Boeing Airplane Company.
Johnson studerade teknik vid University of Washington 1917 när William E Boeing rekryterade honom och ytterligare två studenter till sitt företag.
Han utnämndes till VD för Boeing Airplane Company 1926, ett år senare när Boeing erhöll ett statligt kontrakt på post och passagerartrafik mellan Chicago och San Francisko bildades dotterbolaget Boeing Air Transport med Johnson som VD. Dessutom köpte man aktiemajoriteten i Pacific Air Tranport som flög mellan Los Angeles och Seattle.
Han genomdrev 1931 en sammanslagning av flygbolagen Boeing Air Transport, National Air Transport, Pacific Air Transport och Varney Air Lines till United Air Lines. Han utnämndes till VD i det nya bolaget samtidigt som han fortfarande var kvar som VD i Boeing.
På grund av en lagändring 1934 fick inte några flygplansfabriker längre driva eller äga flygbolag som bedrev post- eller passagerartrafik, avgick Johnson som VD för både Boeing och United.
1937 flyttade han till Kanada för att organisera om det transkanadensiska flygbolaget Trans-Canada Airlines, efter 18 månader var bolaget fullt mätbart mot de största flygbolagen i USA, och Johnson återvände till Seattle för VD posten i Boeing. Han såg tidigt händelserna i Europa och organiserade om verksamheten till en produktion mer inriktad för andra världskriget. Han lät skära ner antalet flygplanstyper som tillverkades. Han avled i en hjärtattack medan han besökte B-29 Superfortressfabriken i Wichita, Kansas.